# Virgem Suta
Virgem Suta (Beja, 2009) é uma banda pop/rock de Beja, nomeada por duas vezes para os Globos de Ouro.

## Biografia
Os Virgem Suta surgiram na cidade de Beja em 2009, e são compostos por são Nuno Figueiredo e Jorge Benvinda. 
Em Junho de 2009 lançaram o álbum homónimo que foi produzido por Hélder Gonçalves.  A música Linhas Cruzadas entrou na banda sonora da telenovela portuguesa Olhos nos Olhos.
O disco foi bem recebido pela crítica, como por exemplo o Disco Digital.
Em Abril de 2010 é reeditado o seu primeiro álbum com a inclusão de dois temas novos ("Tanto por Dizer» e "Menina Princesa") e um DVD com oito temas gravados na Galeria do Desassossego, em Beja. O grupo foi nomeado como Melhor Grupo nos Prémios Globo de Ouro da SIC.
Em Agosto de 2010 apresentaram uma nova versão de "Linhas Cruzadas" com a participação de Manuela Azevedo. Em 27 de Outubro de 2010 apresentam-se ao vivo no Cinema S. Jorge, Lisboa. O disco de estreia é reeditado com a inclusão da nova versão de "Linhas Cruzadas".

## Reconhecimento
Foram por duas vezes nomeados para os Globos de Ouro. A primeira vez em 2010 para o Prémio de Melhor Banda; e de Melhor Álbum do Ano em 2013. 

## Discografia
O grupo gravou os discos: 
- Virgem Suta (CD, Universal, 2009)
- Doce lar (CD, Universal, 2012)
- Limbo (2015)
- No Céu da Boca do Lobo (2024) [1]